# Lushuihe (köpinghuvudort i Kina, Jilin Sheng, lat 42,52, long 127,78)
Lushuihe är en köpinghuvudort i Kina. Den ligger i provinsen Jilin, i den nordöstra delen av landet, omkring 260 kilometer sydost om provinshuvudstaden Changchun. Antalet invånare är 38 397. Befolkningen består av 18 914 kvinnor och 19 483 män. Barn under 15 år utgör 11,0 %, vuxna 15-64 år 77 %, och äldre över 65 år 11,0 %.
Runt Lushuihe är det ganska glesbefolkat, med 39 invånare per kvadratkilometer. Det finns inga andra samhällen i närheten. I omgivningarna runt Lushuihe växer i huvudsak blandskog.
Genomsnittlig årsnederbörd är 1 173 millimeter. Den regnigaste månaden är juli, med i genomsnitt 281 mm nederbörd, och den torraste är januari, med 12 mm nederbörd.